# Reptiliomorpha
Als Gruppe der Landwirbeltiere schließen die Reptiliomorpha die Amniota und deren Stammgruppe, die so genannten reptiliomorphen Amphibien, ein. Reptiliomorphe Amphibien sind vom Karbon bis zur Trias nachgewiesen.
Nach kladistischer Definition umfassen die Reptiliomorpha alle Landwirbeltiergruppen, die mit den Säugetieren näher verwandt sind als mit den heutigen Amphibien. Da Analysen der Stammesgeschichte früher Landwirbeltiere widersprüchliche Ergebnisse liefern, werden den Reptiliomorpha neben den Diadectomorpha, die als nächste Verwandte der Amniontiere gelten, unterschiedliche fossile Gruppen zugewiesen. Auch die Lepospondyli erfüllen nach Ruta und anderen (2003) die oben genannte Definition, werden jedoch teils nicht in die Reptiliomorpha einbezogen.
Reptiliomorphe Amphibien erreichen erst nach dem nur wenig späteren Auftreten der ersten echten Reptilien ihre größte Vielfalt und überleben mit der Gruppe der Chroniosuchier bis in die mittlere Trias. Sie umfassen sowohl Wasserbewohner als auch landlebende Formen, die besonders durch zahlreiche Funde fossiler Fährten der Seymouriamorpha und Diadectomorpha aus dem Perm belegt sind. Eine Fossillagerstätte für Skelette und Fährten reptiliomorpher Amphibien und urtümlicher Amnioten ist die Lokalität Bromacker im Thüringer Wald.

## Merkmale
Anders als bei Urlandwirbeltieren und den mutmaßlichen fossilen Verwandten der heute lebenden Amphibien (Batrachomorpha) sind die Wirbel der Reptiliomorphen dadurch gekennzeichnet, dass das Pleurocentrum gleich groß oder größer als das Intercentrum ist. Bei abgeleiteten Reptiliomorpha steht lediglich das Pleurocentrum mit dem Neuralbogen in Kontakt oder ist mit ihm verwachsen. Benton (2005) benennt folgende gemeinsame abgeleitete Merkmale der Reptiliomorpha: Zwischenkieferknochen, die weniger als die Hälfte der Schädelbreite einnehmen; sich nach vorn verjüngende Pflugscharbeine und die Fußzehengliederformel 2/3/4/5/4-5.